# Bent (série de televisão)
Bent (bra: Reforma Geral) é uma série de televisão de comédia romântica estadunidense que foi exibida na NBC de 21 de março a 4 de abril de 2012. A série foi criada por Tad Quill e estrelado por Amanda Peet e David Walton ao lado Jeffrey Tambor, Margo Harshman, Pasha D. Lychnikoff e Joey King.
Em 11 de maio de 2012, a NBC cancelou a série após uma temporada.

## Elenco

### Principal
- Amanda Peet como Alex Meyers
- David Walton como  Pete Riggins
- Jeffrey Tambor como  Walt Riggins
- Margo Harshman como  Screwsie
- Joey King como  Charlie Meyers

### Recorrentes
- J. B. Smoove como  Clem
- Jesse Plemons como  Gary
- Pasha D. Lychnikoff como  Vlad
- Matt Letscher como  Ben (5 episódios)
- Susan Park como  Simone (1 episódio)
- Larry Miller como  Bob (4 episódios)
- Marcia Gay Harden como  Vanessa Carter (5 episódios)
- Kyle Bornheimer como  Dan (6 episódios)